# Club Atlético Peñarol 2008-2009
Questa voce raccoglie le informazioni riguardanti il Club Atlético Peñarol nelle competizioni ufficiali della stagione 2008-2009. 

## Stagione
Nel torneo di apertura la squadra, penalizzata di 3 punti, si è piazzata al 6º posto con 25 punti finali, frutto di 8 vittorie, 4 pareggi e 3 sconfitte (gol fatti 29 e gol subiti 15). Il capocannoniere della squadra è stato José María Franco, autore di 6 reti.
Nel torneo di clausura la squadra è arrivata quinta con 23 punti, frutto di 7 vittorie, 2 pareggi e 5 sconfitte (gol fatti 22 e gol subiti 15). Il goleador stavolta è stato Antonio Pacheco.

## Rosa
| N. |                      | Ruolo | Calciatore          |
| -- | -------------------- | ----- | ------------------- |
| 1  | Argentina (bandiera) | P     | Pablo Cavallero     |
| 12 | Uruguay (bandiera)   | P     | Gonzalo Noguera     |
| 21 | Uruguay (bandiera)   | P     | Nicolás Biglianti   |
| 30 | Uruguay (bandiera)   | P     | Damián Frascarelli  |
| 22 | Uruguay (bandiera)   | D     | Federico Pérez      |
| 31 | Uruguay (bandiera)   | D     | Maximiliano Arias   |
| 3  | Uruguay (bandiera)   | D     | Gerardo Alcoba      |
| 6  | Uruguay (bandiera)   | D     | Darío Rodríguez     |
| 13 | Uruguay (bandiera)   | D     | Matías Aguirregaray |
| 23 | Uruguay (bandiera)   | C     | Julio Mozzo         |
| 8  | Uruguay (bandiera)   | C     | Antonio Pacheco     |
| 14 | Uruguay (bandiera)   | C     | Nicolás Rotundo     |

| N. |                    | Ruolo | Calciatore            |
| -- | ------------------ | ----- | --------------------- |
| 19 | Uruguay (bandiera) | D     | Danilo Asconeguy      |
| 24 | Uruguay (bandiera) | C     | Maximiliano Bajter    |
| 25 | Brasile (bandiera) | C     | Nasa                  |
| 4  | Israele (bandiera) | D     | Islam Kanan           |
| 15 | Uruguay (bandiera) | C     | Ignacio Medina        |
| 18 | Uruguay (bandiera) | C     | Omar Pérez            |
| 16 | Uruguay (bandiera) | A     | Abel Hernández        |
| 20 | Uruguay (bandiera) | A     | Carlos Bueno          |
| 9  | Uruguay (bandiera) | A     | Fernando Correa       |
| 7  | Uruguay (bandiera) | A     | José María Franco     |
| 5  | Uruguay (bandiera) | C     | Gonzalo de los Santos |

## Calciomercato
- Cessioni: Abel Hernández (Palermo, gennaio)